# 字幕組
字幕組（英語：Fansub）是指將原本無字幕的外語影片配上字幕，或對影片已有的外語字幕進行翻译的愛好者團體，是一种诞生于互联网的新事物，属于一种民间自发的个人或团体组织。字幕组是由爱好者根据个人兴趣所组成的团队，且不以營利為目的，爱好者们制作字幕只是出於对某部作品的喜爱以及由此而产生的兴趣。但是，并不排除有少数字幕组成员，为了个人利益而参与盗版活动。字幕组制作字幕的最终目的在于进行传播。

## 起源

### 1980~2000年
在台灣，由於早期政府禁止電視台播放日本影劇，且日本影劇尚未納入著作權保護的範圍，於是便有人在日本側錄節目之後對其進行翻譯和添加字幕，再製成錄影帶在錄影帶店提供出租。在政府解禁日本影劇的播出之後，電視台出於商業考量，極少將日本正在播出的日劇、動畫同步播放，即使引進播出，也往往會因尺度或版權問題而刪減部份片段甚至更換片中的主題曲等；另外部份高收視率的美國影集，也不一定有片商引進販售，需由愛好者從國外購回後，再請人翻譯並添加字幕。由於包括但不限於以上兩點的原因，就有了字幕組的產生。不過因為台灣官方基於301條款等的國際壓力，對於打擊盜版侵權較為積極，所以字幕組在台灣的生存空間不如中國大陸廣闊。1998年成立的臺大星艦學院即有專門的字幕組，無酬勞翻譯《星艦迷航記》的中文字幕，最初是用 PowerPoint 掛上，之後由社員不斷開發功能更好的程式來顯示字幕。
在美國，字幕組的主要目標是日本動畫。已知最早由影迷製作的字幕發生在1986年，是一集魯邦三世。當時製作字幕的成本很高，大約需要4000美元、超過一百個工時。最早廣泛傳播的影迷字幕是1989年，亂馬1/2的前兩集。

### 2000~2010年
數位格式興起後，字幕组自2000年代开始大量出现。随着互联网在中國大陸的普及，中國大陸网民开始有机会通过互联网接触欧美、日韩等境外电影、电视剧、动画、综艺节目等资源，而中國大陸许多观众的外语水平尚未达到直接观看原声节目的程度，字幕组由此诞生。促成字幕组诞生的重要原因是当时中国中央电视台等有权引进境外节目的影视机构引进数量有限，而视频网站当时还没大规模出现；国家广电总局的相关审批手续也非常繁杂，而且对于“不良内容”可能加以删减或禁止引入。
最早的字幕组的片源多由在世界各地的人士录制并发布到中國大陸的论坛上。活跃在中國大陸的字幕组早期大部分为非盈利组织，片源均无版权授权。片源中包括电影、电视剧、动画、综艺节目等各种类型，语言既有英语、日语、韩语，也有俄语、法语、德语等语种。
隨著中國大陸字幕組的迅速興起，香港的論壇對翻譯的反應亦十分熱烈，而且香港有不少學生也參與到字幕組工作中，或自行組成字幕組，或加入中國大陸的論壇将簡體字幕轉錄成繁體字幕。
在美國，字幕組主要用聊天室分享字幕，後來漸漸轉到BitTorrent。

### 2010年至今
2010年代中期，中國大陸字幕组的发展出现了新变化。首先，中國大陸的视频网站蓬勃发展，并通过合法途径大量引进正版境外影视及娱乐节目，但是大部分中國大陸视频网站的字幕不是双语的，且字幕质量参差不齐，而且不像由字幕组制作的字幕一样有注释，而且视频网站上能同步更新的剧集比字幕组网站少很多。其次，在中國大陸进行的一系列净网行动中，字幕组由于片源无版权授权且发布视频未经有关部门审批，故遭到一定打击。和字幕组有关的一些网站关闭，部分字幕组人员转型。例如专门发布字幕的射手网被关闭，人人影视关闭之后又重新开放，“谷大白话”等个人字幕制作者成为网络红人。
这两方面变化使中國大陸字幕组纷纷调整模式，同时也在不断摸索，有的实现与正版的引进商合作翻译，有的在发布的视频中插入商业广告，以及字幕组网站广告等方式获取一定收入。例如2006年成立的人人影视被网民昵称为“宇宙组”，2014年因净网行动而闭站，闭站两个月后人人影视便推出APP“人人美剧”，从而成为最早实施商业化的“洋剧”团体之一。但是这个和第三方投资者合作的APP项目进展不顺，内部很快出现分歧。2016年底，重张的人人影视发布资源的论坛上出现一则《请“人人美剧”立即停止使用人人影视LOGO》的置顶帖子。分家后APP项目进展缓慢，终于在2016年至2017年间开始出现在各大手机应用平台。
2023年8月14日，中国最早的字幕组之一伊甸园字幕组宣布解散。有消息称，解散的原因指向电影《孤注一掷》，指责电影里面将赌博广告的事“甩锅”给字幕组。不过《孤注一掷》的宣传方伯乐营销的CEO张文伯也早在电影上映之初进行了澄清，表示片段涉及的情节一直呈现字幕组成员“反对接不确定信息及涉嫌误导信息”的理性、坚定态度。

## 发布形式
字幕组制作的字幕一般有3種方式：
- 將字幕與视频合成單一檔案後进行发布。

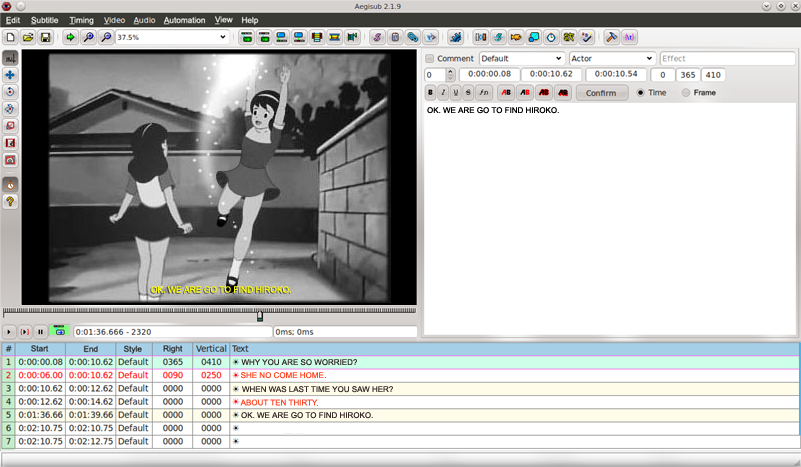
使用Aegisub进行字幕编制,圖中使用的影片為1966年的魔法使莎莉。

- 將字幕與视频分拆成不同檔案後，一起发布，播放器可能需要另外裝字幕機外掛。
- 只發佈字幕檔，但由於片源和获得的字幕文件不一定相符，字幕與视频中的對話內容可能有时间偏差。

最初的字幕多由制作者上传到射手网发布，而集成字幕的视频则是通过所属论坛内的FTP发布。自从P2P軟體的盛行后，許多字幕組為了減輕成本而有使用BitTorrent、eMule之類的P2P軟體传播他們所製作的含字幕影片。以YouTube为首的在线视频网站興起，許多字幕組也將影片上傳到这些网站。即使如此，由于在线视频网站对片源重新压缩以致畫質不佳，而且对上传影片有诸多限制，如时间长度（小於30分钟）、大小（不超200MB）等。众多人仍会从论坛或相应的P2P分享平台中下载品质较高的影片。

## 法律问题

### 中華人民共和國
根据《中华人民共和国著作权法》，个人制作，并且不以營利为目的，仅供学习交流研究使用的作品，并不触犯中国现有的版权法律。但是，在网络上公开的传播则构成了对原作品版权的侵犯，有侵权的嫌疑。此外，亦有盗版制作者直接利用字幕组发布的资源刻制成盗版光盘贩卖盈利。
2007年12月16日，中国资源门户网站迅雷决定推出动漫资源平台，聚合各字幕组，但根据官方页面的留言评论来看，各字幕组都被迅雷冒名使用了。
2009年3月30日，中华人民共和国国家广播电影电视总局发出最新通知，要求加强对互联网视听节目内容的管理。字幕組所經營的網站無法合法取得相關營運的執照，有一些字幕組終止運作甚至關閉網站，有些則將網站遷至其他國家繼續運作。
2014年11月22日，疑似中国国家版权局查封人人影视服务器，人人影视宣布闭站清理内容，知名字幕分享网站射手网宣布关站。12月20日，人人影视于微博宣布永久关闭网站。
2016年9月，两名中国籍字幕组成员被日本警方逮捕，理由为非法上传动画《亚尔斯兰战记 风尘乱舞》及《魔法少女伊莉雅》，引发了中国与日本关于字幕组合法性的热议。
2021年2月，人人影视被上海警方查获。

## 媒体关注
2007年，由于美剧《越狱》（英文：Prison Break）在中国的流行，终于引起了作为国家电视台的中国中央电视台（CCTV）等主流媒体的关注。CCTV-4 中文国际频道，曾经在《中国新闻》栏目中，做出过报道（时长约为3分钟 2007年1月新聞報道）。美剧字幕组的负责人，接受了《三联生活周刊》等知名媒体的采访。在美国，《纽约时报》也曾经对此做出关注、报道，并且对中国的美剧字幕组负责人也做了采访。

## 字幕组的分工
字幕組的分工方式沒有一定，也有些字幕組是由單一人完成所有工作。較常見的一些分工角色如下：
- 片源：提供影片來源。

片源人员必须能通过某种方式（在外國錄取、下載或購買）尽可能快地获取到影片文件并尽可能快地分发给所有参与制作的人员。
- 翻译：翻译字幕文本。

通过影片的原版字幕翻译出片源的文字。
- 听译：听写并翻译字幕文本。

如果沒有原版字幕，需要更高语言能力的人员听写并翻译出文本。翻译人员一般有中等以上的外语水平，可以无障碍观看或收听并理解无字幕片源，并翻译出片源的文字。
- 校译：校对、潤飾翻译文稿。

通常影片在翻譯人員做出翻譯稿之後，將交由校譯人員一校到三校之後才會送到計時人員手上。一般來說校譯人員的外語水平會比翻譯人員高，同時也必須要具備夠水準的中文能力。隨著日本電視節目字幕放送的普及，翻譯的正確性也逐步提升（有許多關西腔台詞的《螢火蟲之墓》過去上傳的翻譯就充滿錯誤）。
- 外语听写：听写原版字幕文本。

在因故需要制作双语字幕的时候，如果没有原版字幕，则需要更高语言能力的人员听写出原文。由于美国电视节目普遍包含隐藏字幕，因此这个职位多见于制作非美国电视节目的双语字幕组中，例如日语或韩语节目。听写人员需要有和翻译人员大致相同的外语水平，但不要求高水准的中文能力。有时，外语听写会由翻译人员兼任。
- 时间轴：调校輸出影片的时间轴。

时间轴人员需要处理译文和时间的矛盾关系，添加字幕持续时间并将译文调整为适合观看的字幕，有时需要断句和合并句子并对句子时间点进行准确的把握和判定。常用计时软件是PopSub和Ageisub。
- 特效：制作字幕特殊效果。

添加某段字幕或全部字幕的字体出现或消失效果等动画效果，或變更字體顏色等静态效果，使视频看起来更加美观。部分特效设计师会在影片或动画的片头曲和片尾曲中制作动态歌詞卡拉OK效果，有时在片头曲中加上字幕组的LOGO。常用字幕软件是Aegisub、PopSub与Adobe After Effects，特效制作一般需要编写ASS脚本。（個人製作有時會跳過此步）
- 后期：

各类后期制作為節省時間及人力，將壓制、發布等統一歸入後期流程中。隨著各類軟件的使用方式愈來愈簡化，由一人擔任後期製作的情況也變得相當普遍。
- 压製：把翻译得出的字幕文件和片源打包压制成可在电脑或其他播放媒體上播放的视频文件。

压制人员一般需要一定的电脑硬件环境并懂得使用各类压制视频的软件（例如MeGUI、MediaCoder、Easy RealMedia Producer等）。压制影片时常用RMVB、MPEG4，﹙DivX或Xvid﹚、H.264或H.265作为影片格式，及AVI、MKV、MP4封裝格式，并运用AVS脚本进行字幕、特效的内嵌和画面色彩、灰度等参数的微调。
- 发布：

发布人员使用各種P2P軟體或FTP、网络硬盘等空間將视频文件或相应的字幕文件发布，以供用户下載，同时尽可能快地發佈訊息到各相關論壇等網站。
- 監督：

負責監督該影片字幕製作的流程與進度。同時影片壓制完畢之後，可能也會先經過監督再三確認壓出來的字幕與影片本身沒有任何問題之後才會正式發布。通常監督本身會身兼上述任何職務至少一個，例如監督兼片源、監督兼翻譯等等，有时也会让组长、元老等人协助。
有些熱門的節目會有許多字幕組搶着做該字幕，尤其是最近剛出的熱門節目，所以做新番的字幕組常會搶所謂的“首發”。有時為了搶首發，可能會來不及重新檢查或修正字幕的瑕疵就正式發布。故有時會看到字幕組出“V2”版，也就是發布之後，修改了字幕並重新發布的修正版。
字幕组类似于团队，即团队成员可以通过把自己的一部分工作转移给其他成员以提高效率。字幕组成员之间使用电子邮件、即时通讯软件等方式进行沟通。一个字幕组成员可能会同时担任多种职能，例如：A可以在担任翻译的情况下，同时负责后续的时间轴的制作。

## 字幕组的一般工作流程
1. 获取影片文件。（有时是负责片源的人员获取影片，通过网络将影片文件分发给所有人员；有时是各个人员独自寻找并分别获取影片文件）
2. 翻译人员进行翻译。（有时翻译人员可以通过在线观看的方式，在获取到影片之前就完成一部分或全部的翻译）
3. 进行翻译文本的校对。（有时可跳过此步骤）
4. 翻译完成后提交给时间轴制作人员制作时间轴。
5. 检查时间轴和校对翻译文本。（有时可跳过此步骤）
6. 制作字幕特效。（有时可跳过此步骤）
7. 检查特效。（有时可跳过此步骤）
8. 进行压制。（有时可跳过此步骤）
9. 检查压制的文件。（有时可跳过此步骤）
10. 进行发布。

将制作和检查时间轴完成之后的所有工作称为后期。有时字幕组仅提供字幕文件，而不提供压制后的影片，这种情况下就不需要进行压制。

## 商业性和争议
随着市场对字幕的需求越来越大，因商业利益的诱惑，很多中国的字幕组也开始从事一些商业活动，为字幕翻译融入一些新形式的盈利方式。2009年3月几大字幕组的“3天约定”——即约定字幕翻译完成3日内不对外单独发布——使潜在的争议浮出水面。

## 備註
1. ↑  例如，A君是某字幕组的翻译，他对美剧越狱有兴趣，于是报名参与了字幕组《越狱》第二季的翻译。但是他对《24》完全没兴趣，于是他可能在字幕组制作完《越狱》第二季之后，不参与《24》第六季的制作。也就是说，字幕组人员的工作分配，往往相当着重个人意愿。
2. ↑  例如台灣的緯來日本台引進《電車男》播出時，因版權問題將原本由電光樂團（ELO）唱的片頭曲《Twilight》換掉。
3. ↑  例如1980年代在台灣受歡迎的《百戰天龍》等美國影集。
4. ↑  日語，意即當月剛出的節目
5. ↑  第二個版本
6. ↑   註: